# Shenzhousaurus
Shenzhousaurus foi um dinossauro da família dos ornitomimos que viveu no período Cretáceo, na China.